# David Scott (baloncestista)
David Lee Scott, (nacido el 26 de noviembre de 1969 en Jeffersonville, Indiana) es un exjugador de baloncesto estadounidense. Con 1.98 de estatura, su puesto natural en la cancha era el de alero. Luego de actuar en la NCAA para los Miami Redskins, jugó profesionalmente en Europa y Sudamérica. 

## Trayectoria
| Club                     | País           | Año         |
| ------------------------ | -------------- | ----------- |
| Granollers EB            | España         | 1992 - 1993 |
| Athletes In Action       | Estados Unidos | 1993 - 1994 |
| Urbina Maltzaga Arrasate | España         | 1994 - 1995 |
| Trotamundos de Carabobo  | Venezuela      | 1995        |
| Ourense                  | España         | 1995 - 1996 |
| Trotamundos de Carabobo  | Venezuela      | 1996        |
| Melilla Baloncesto       | España         | 1996 - 1997 |
| Olimpia                  | Argentina      | 1997 - 1998 |
| Gimnasia y Esgrima (CR)  | Argentina      | 1998 - 2001 |
| Queluz                   | Portugal       | 2001 - 2002 |
| CB Ciudad de Algeciras   | España         | 2002 - 2003 |
| Gimnasia y Esgrima (CR)  | Argentina      | 2003 - 2005 |